# Angel's Egg
Angel's Egg es el quinto álbum de estudio de la banda anglo-francesa de rock psicodélico Gong. Allmusic describió a Angel's Egg como menos espacial y más psicodélico que su álbum anterior. Este trabajo es la segunda parte de Radio Gnome Invisible, una trilogía conceptual compuesta por Flying Teapot, Angel's Egg y You.

## Lista de canciones
Lado A (Yin/Side of the Goddess)
| N.º | Título                       | Duración |  |
| 1.  | «Other Side of the Sky»      | 7:40     |  |
| 2.  | «Sold to the Highest Buddha» | 4:24     |  |
| 3.  | «Castle in the Clouds»       | 1:15     |  |
| 4.  | «Prostitute Poem»            | 4:52     |  |
| 5.  | «Givin My Love to You»       | 0:38     |  |
| 6.  | «Selene»                     | 3:38     |  |

Lado B (Yang/Side of the Fun Gods/The Masculung Side)
| N.º | Título                     | Duración |  |
| 1.  | «Flute Salad»              | 2:09     |  |
| 2.  | «Oily Way»                 | 3:37     |  |
| 3.  | «Outer Temple»             | 1:08     |  |
| 4.  | «Inner Temple»             | 2:33     |  |
| 5.  | «Percolations»             | 0:46     |  |
| 6.  | «Love is How U Make It»    | 3:28     |  |
| 7.  | «I Niver Glid Before»      | 5:37     |  |
| 8.  | «Eat That Phone Book Coda» | 3:13     |  |

Bonus Track
| N.º | Título                                                        | Duración |  |
| 1.  | «Ooby-Scooby Doomsday or The D-day DJ's Got the D.D.T. Blues» | 5:08     |  |

## Créditos

### Gong
Daevid Allen ocultó la identidad de los artistas y sus instrumentos en los créditos del álbum bajo una serie de pseudónimos y nombres absurdos. El nombre real de los músicos se puede ver en los créditos de composición.
- Bloomdido Bad De Grass (Didier Malherbe) – ten/sop sax, floot, bi-focal vocal
- Shakti Yoni (Gilli Smyth) – space whisper, loin cackle
- T. Being esq. (Mike Howlett, deletreado Howlitt en los créditos como compositor) – basso profundo
- Sub. Capt. Hillage (Steve Hillage) – lewd guitar
- Hi T. Moonweed (the favourite) (Tim Blake) – Cynthia "size a", lady voce
- Pierre de Strasbourg (Pierre Moerlen, deletreado Moerlin en los créditos como compositor) – bread & batteur drums, vibes, marimba
- Mirielle de Strasbourg (Mireille Bauer) – glockenspiel
- Dingo Virgin (Daevid Allen) – local vocals, aluminium croon, guitarra